# دهقان (اروپا)
برای کاربرد واژه دهقان در ایران و خاورمیانه به نوشتار دهقان رجوع کنید.

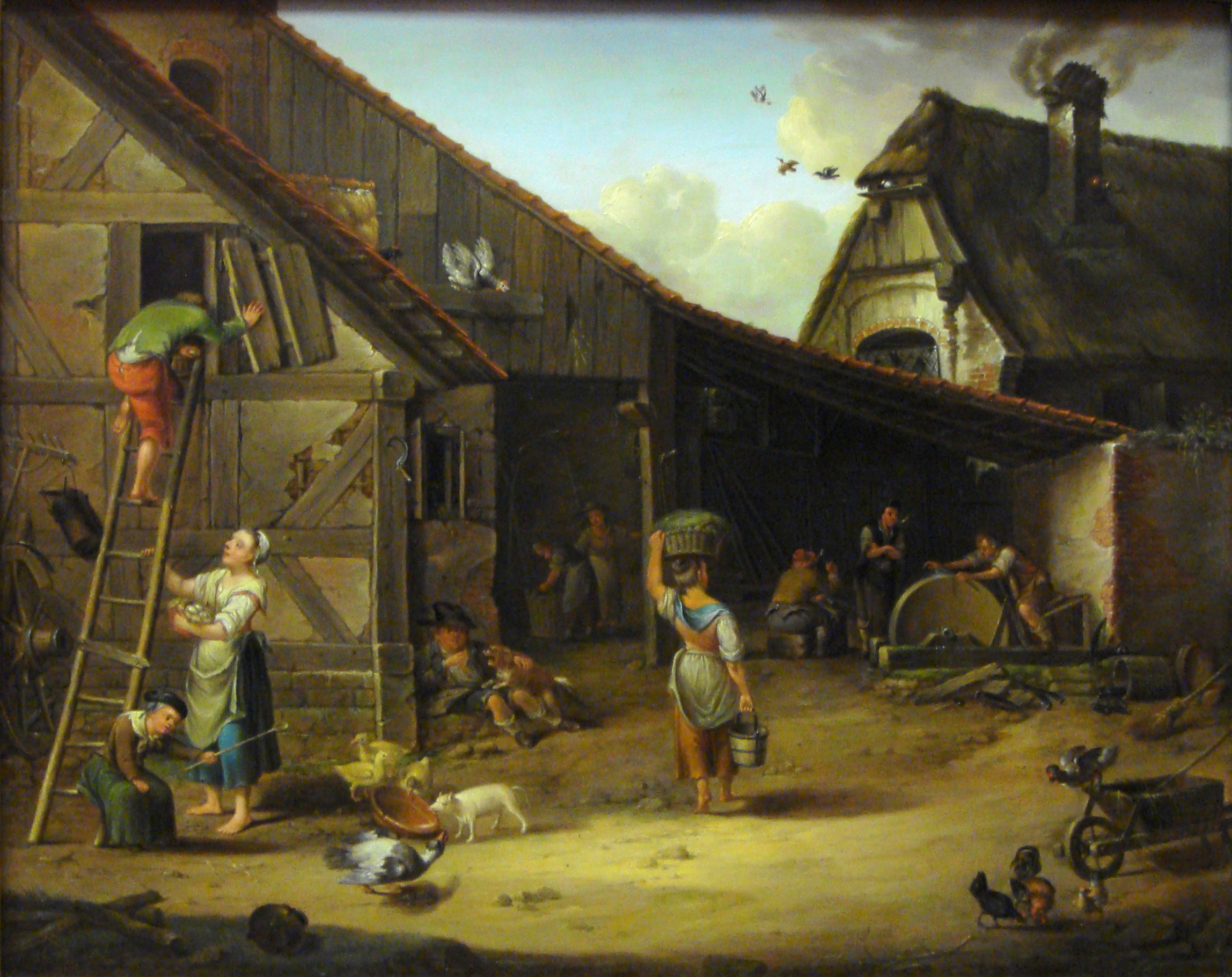
مزرعهٔ مورگنسترن در ۱۷۹۴

در زمینه تاریخ اروپا، دِهقان (به انگلیسی: Peasant) عضوی از یک طبقه سنتی از کشاورزان است که می‌تواند یک کارگر کشاورز، یا صاحب مزرعهٔ کوچک، به‌ویژه در سده‌های میانه در نظام فئودالیسم، یا به عبارتی گسترده‌تر، در هر جامعهٔ پیشاصنعتی باشد. در اروپا، دهقان؛ با توجه به چگونگی وضعیت شخصی خود، به سه دسته تقسیم می‌شدند؛ آن‌ها یا بَرده، یا رعیت، یا مستأجر بودند. دهقانان هم یا به‌عنوان نگاه‌دارندهٔ زمین (مالک) به بالاترین شکل به توجیه روز بودند، یا نگاه‌دارندهٔ مشروط آن بنابر هر یک از اشکال مختلف زمین‌داری، مثلاً سیستم پرداخت اجارهٔ معلوم در فاصله زمانی مشخص به لرد یا فئودال که او هم به نوبهٔ خود وظایف فئودالی خود را در برابر شاه و کشاورز داشت، یا اجارهٔ زمین در برابر خدمت، یا ترکیبی از مال‌الاجاره و خدمت بنا به وضعیت زمین بودند.

## جایگاه اجتماعی
دهقانان اروپایی به‌طور معمول اکثریت نیروی کار کشاورزی در یک جامعهٔ پیش‌صنعتی را تشکیل می‌داده‌اند. اکثر مردم در سده‌های میانی دهقان بوده‌اند.